# Dorfkirche Schöngleina

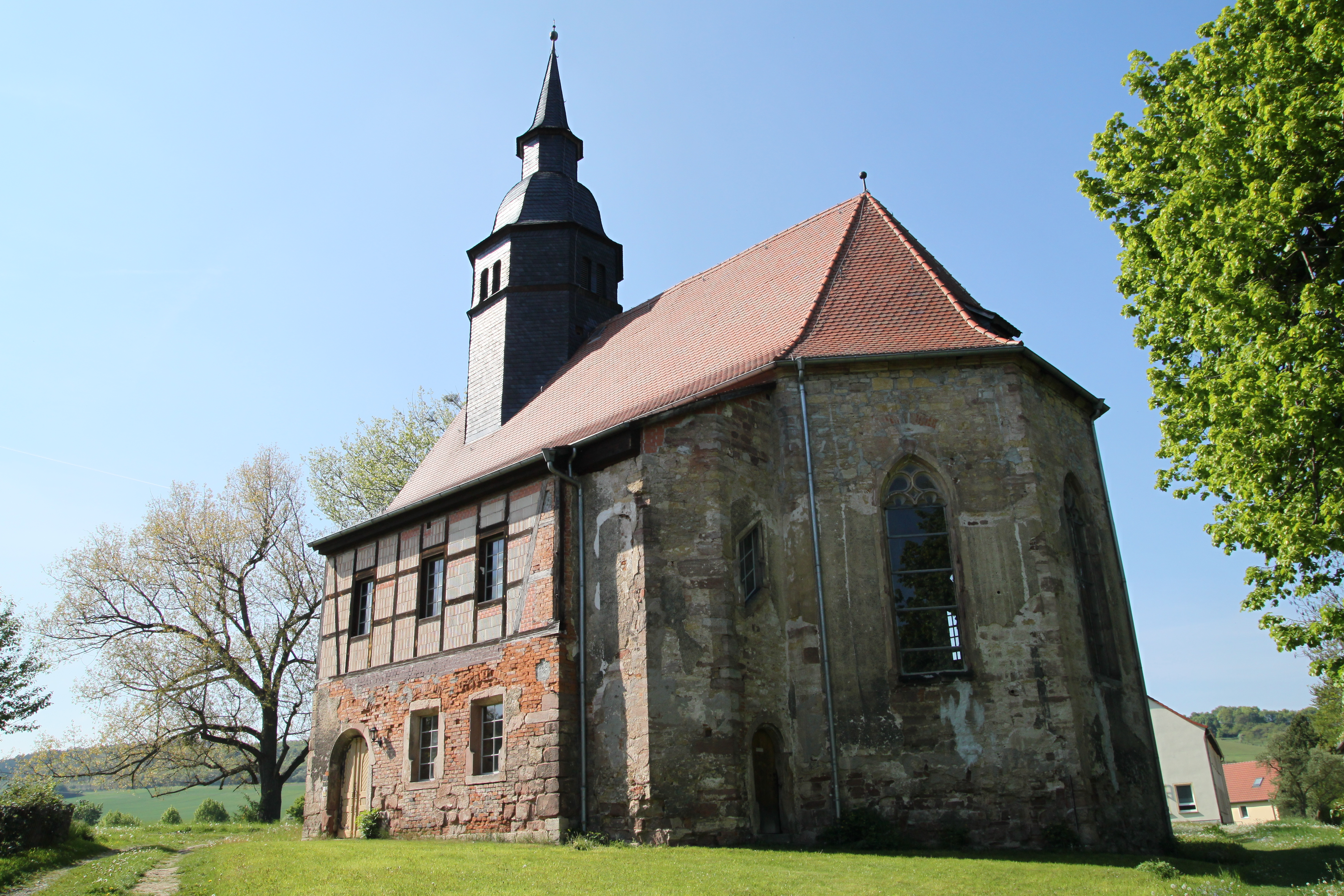
Dorfkirche Schöngleina

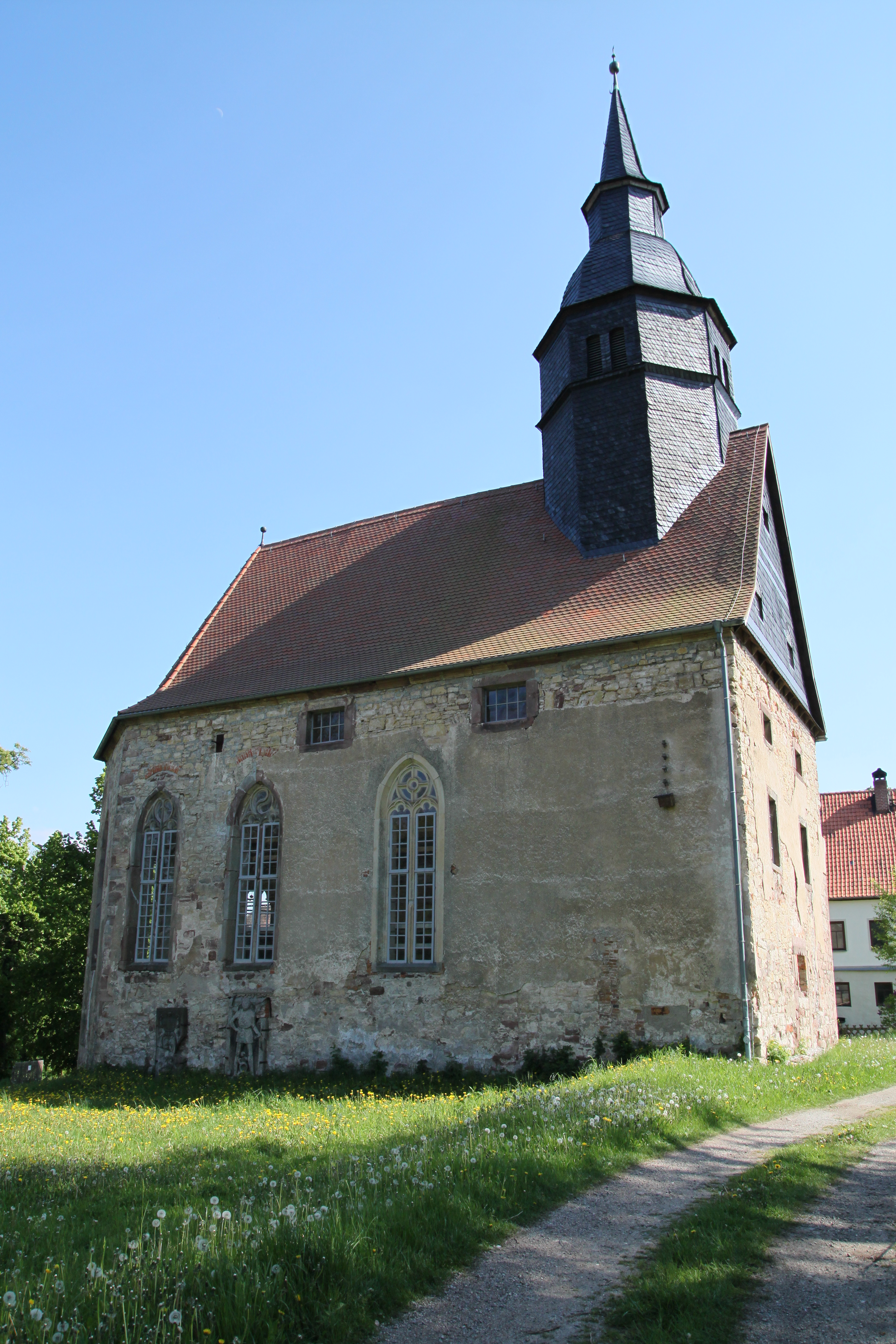
Dorfkirche Schöngleina Nordseite

Die Dorfkirche Schöngleina ist eine denkmalgeschützte evangelische Pfarrkirche in Schöngleina, einer Gemeinde im Saale-Holzland-Kreis (Thüringen). Die zum Kirchenkreis Eisenberg in der Evangelischen Kirche in Mitteldeutschland gehörende Gemeinde wurde für ihre Leistungen für den Erhalt und die Restaurierung der Kirche im Juni 2003 mit dem Thüringischen Denkmalschutzpreis 2003 ausgezeichnet.

## Geschichte
Die erstmals 1228 urkundlich erwähnte Kapelle ist seit 1356 als Pfarrkirche mit einem dort wirkenden Pleban bezeugt. Die Besitzer der Kapelle waren die Herren von Lobdeburg Burgau.
Um 1610 ließ der Patron Valentin von Lichtenstein einen tiefgreifenden Umbau vornehmen. Das Gebäude wurde im 18. Jahrhundert noch einmal verändert und 1959 zum letzten Mal renoviert. Seitdem war der Bau dem Verfall preisgegeben. Umfassende Sicherungsmaßnahmen wurden 1992 vorgenommen.
Zu DDR-Zeiten ließ die Leitung des in Schöngleina ansässigen sozialistischen Musterobstgutes die Kirche verwahrlosen. Zum Schluss lagen Pläne für einen Abriss des Gebäudes und neue Überbauung vor. Die Kirche war 1993 weitgehend verfallen, die Decke teilweise eingestürzt, auf dem Fußboden lagen verfaulte Dachbalken und Schutt.
Ein 1995 gegründeter Förderverein konnte mit Unterstützung der Kirchengemeinde und der Deutschen Stiftung Denkmalschutz sowie der Stiftung KiBa umfangreiche Rettungsmaßnahmen durchführen. Der Dachstuhl wurde saniert, der Hausschwamm beseitigt und die Deckenbalken erneuert. Dabei wurde die Tragfähigkeit des Dachreiters und des Dachstuhls gewährleistet. Bei Sicherungsmaßnahmen im Jahr 1997 wurden im gesamten Bereich des Chorgewölbes Freskenmalereien aufgedeckt. Im September 2000 wurde die Turmhaube wieder aufgesetzt und verschiefert sowie ein neuer Glockenstuhl gebaut. Das Mauerwerk des Sockels wurde saniert, das Fachwerk ergänzt und das Dach über dem Kirchenschiff neu eingedeckt. Bei den Renovierungsarbeiten von 2005 bis 2006 wurde der Innenraum farblich gestaltet, sowie Fenstergewände und die Decke samt Innenputz erneuert. Das Kirchengebäude wird heute für Konzerte und Veranstaltungen genutzt.
Im Sommer 2024 wurde die gesamten Außenfassade geputzt. Des Weiteren wurde im Innenbereich eine einsturzgefährdete Sandstein-Wendeltreppe saniert.

## Architektur

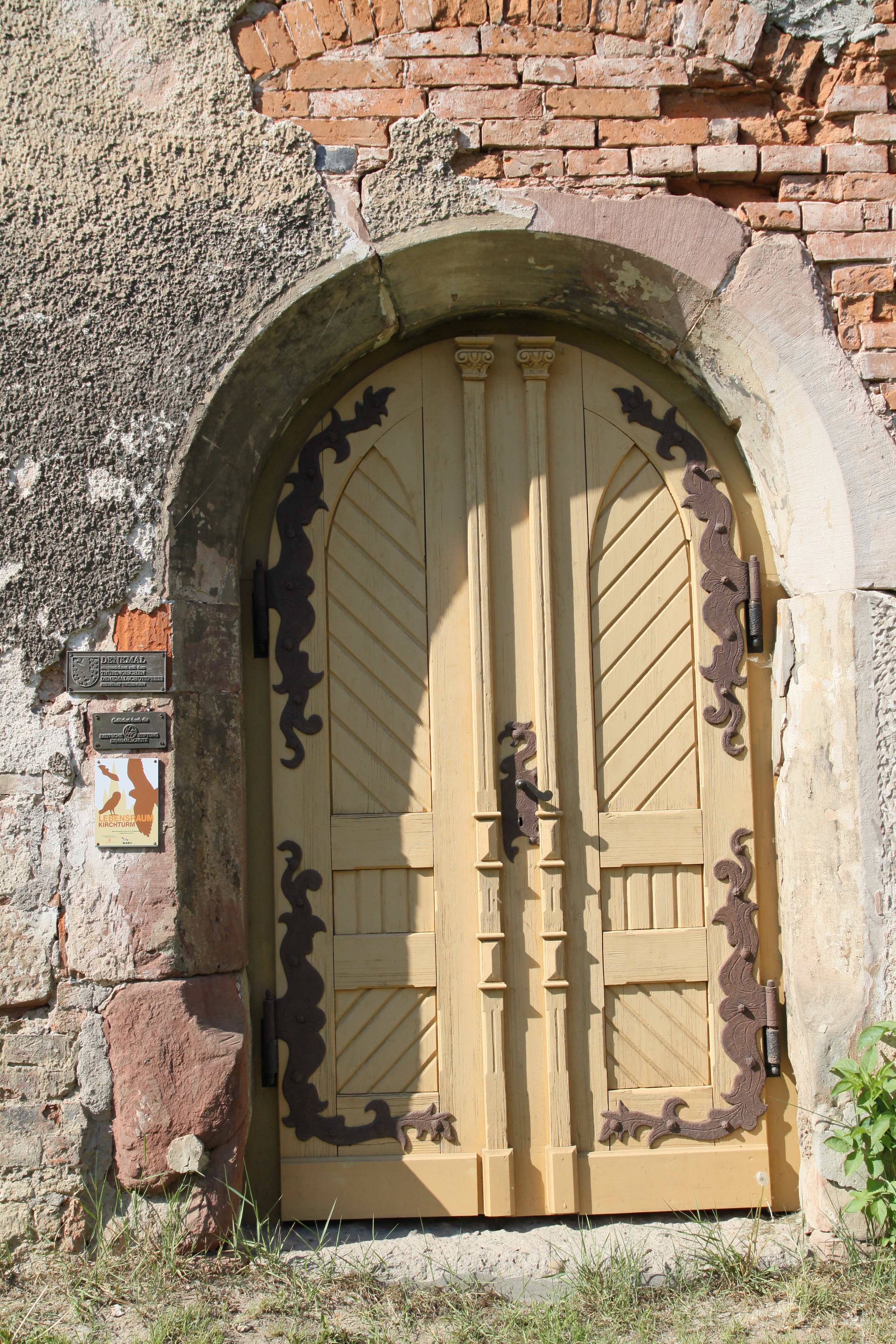
Dorfkirche Schöngleina Portal

Der hohe Saalbau schließt mit einem polygonalen Chor, er ist auf der Westseite von einem Dachreiter bekrönt.
Die Wände an der Nordseite des Schiffes und am Chor sind durch erneuerte, zweibahnige Maßwerkfenster gegliedert. Der zweigeschossige Logenanbau an der Südseite wurde 1610 eingebaut, im Winkel zum Chor steht ein Treppenturm. Der korbbogige Triumphbogen wurde ebenfalls um 1610 eingezogen, zur selben Zeit wurde das Sterngewölbe im Chor erneuert. Unter den Anstrichen aus jüngerer Zeit sind Fragmente von figürlicher Malerei, unter anderem musizierende Engel, erhalten. Die korbbogigen Öffnungen der Logen an der Südseite, der Triumphbogen und die Portale, zeigen ein feingliedriges Kantenprofil.
Im Obergeschoss wurde zwischen den Öffnungen der Logen, eine mit einer Bauinschrift und einem Datum versehene Wappentafel des V. von Lichtenhain angebracht. Die Voutendecke im Schiff ist längsgeteilt. Die dreigeschossige Empore an der Nordseite wurde um 1744 aufgestellt. Die Empore an der Westseite wurde 1766 anlässlich des Orgelbaus erweitert.

## Ausstattung
- Die Orgel, der Kanzelaltar und der Taufstein von 1769 wurden ausgelagert, um sie vor dem Verfall zu schützen. Der Kanzelaltar wurde in ein Kunstdepot verbracht, die Orgel kam nach Dornheim und der Taufstein aus Jenaer Marmor in die Dorfkirche Karlsdorf.[6]
- Die neue Orgel wurde am 15. Mai 2005 unter Mitwirkung der Tokyoer Solisten eingeweiht. Sie wurde von den Orgelbauern Rolf Künzel und Sebastian Näther gebaut.[9] Der restaurierte Kanzelaltar wurde 2007 wieder aufgebaut.
- Eine erhaltene Glocke wurde in die Versöhnungskirche nach Gotha verbracht.
- Das Epitaph für Karl Christoph von Brand († 1769) und der klassizistische Grabstein für Wilhelm Friedrich von Brand († 1792) gelten als gute Steinmetzarbeiten.
- Viele Jahre stand an der Außenwand der Kirche ein stark verwitterter, mit figürlichen Darstellungen geschmückter Grabstein für Georg Friedrich von Lichtenhain († 1655).[8] Er wurde im Zuge der Putzarbeiten im Juni/Juli 2024 in die Kirche verbracht.
- Ein neues Altarbild mit dem Namen „Himmelsleiter“ wurde 2005 von Ulrike Großwendt mit Acryl, Kohle, Pigmenten und Leim auf Leinwand gemalt. Das Bild hat ein Format von 1,80 m × 2,85 m.